# Grüne Languste
Die Grüne Languste (Panulirus gracilis) ist eine Art aus der Familie der Langusten. 
Die maximale Körperlänge dieser Langustenart beträgt 32 Zentimeter bei den Männchen und 30 Zentimeter bei den Weibchen. Ein solcher Geschlechtsdimorphismus zeigt sich auch bei der Länge des Carapax. Bei Männchen ist dieser bis zu 13 Zentimeter lang, bei Weibchen bis zu 12 Zentimeter.  
Die Art ist im Ostpazifik verbreitet und kommt von der mexikanischen Baja California bis zur Küste Perus und den Galapagos-Inseln vor. Innerhalb dieser Region zählt die Grüne Languste zu den kommerziell bedeutsamen Langusten. Sie wird von der Hand oder in beköderten Langustenkörben gefangen. 

## Weblink
- Panulirus gracilis in der Roten Liste gefährdeter Arten der IUCN 2013.2. Eingestellt von: Butler, M., Cockcroft, A. & MacDiarmid, A., 2009. Abgerufen am 20. Januar 2014.